# Giuseppe Recco
Pour les articles homonymes, voir Recco.
Giuseppe Recco (Naples, 1634 - Alicante, 29 mai 1695) est un peintre italien de l'école napolitaine de peinture spécialisé dans les natures mortes.

## Biographie
Giuseppe Recco est le fils de Giacomo Recco, un peintre célèbre. Il apprend la peinture auprès de son père Giacomo et de son oncle Giovan Battista Recco, dans une famille de peintres de natures mortes de tendance naturaliste.
Ses enfants Nicolo et Elena sont aussi peintres.

## Style
Giuseppe Recco est présenté par Bernardo de Dominici, son biographe, comme le plus grand spécialiste de natures mortes marines. Il n'adhère que superficiellement au langage baroque, même si dans sa maturité, il réalise de somptueuses mises en scènes, des compositions amples aux volumes redondants. Il ne perd jamais de vue son propos, même s'il gagne en préciosité : sa révolution anti-baroque passe par la récupération de la touche picturale de Luca Giordano, avec qui il entretint des liens d'amitié et une collaboration fructueuse au cous des années 1670, et, à un degré moindre, de José de Ribera.

## Œuvres
- Poissons (1670-1680), huile sur toile, 51 × 63 cm, musée des Offices, corridor de Vasari, Florence[2]
- La Marchande de poissons (1682), huile sur toile, 205 × 176 cm, Musée des Beaux-Arts de Rouen.
- Nature morte aux rougets, huile sur toile, 60 × 75 cm, Musée des Beaux-Arts de Rouen.
- Une carpe, huile sur toile, 39,5 × 57,5 cm,  Musée des beaux-arts de Rouen.
- Nature morte, écrevisse et poissons (1680), huile sur toile, 95,5 × 120 cm, Musée des Beaux-Arts de Nancy.
- Marchand de poissons, musée d'Art et d'Archéologie du Périgord, Périgueux.
- Nature morte aux poissons et homard, huile sur toile, 120 × 142 cm, musée Fesch, Ajaccio.
- Poissons et Crabes, huile sur toile, 55 × 95 cm, musée d'Arts de Nantes[3]
- Poissons, huile sur toile, 157 × 203 cm, musée de Capodimonte Naples[4]
- Nature morte aux poissons et autres animaux marins (1671), 260 × 340 cm, musée de Capodimonte, Naples
- Étal de poissons, huile sur toile, 136,5 × 188 cm, musée des Beaux-Arts de Brest[5]
- Nature morte aux poissons et tortue de la Méditerranée, XVIIe ou XVIIIe siècle, huile sur toile, musée des Beaux-Arts d’Orléans (signalé manquant dès les années 1930)[6].

Giuseppe Recco - Natures mortes
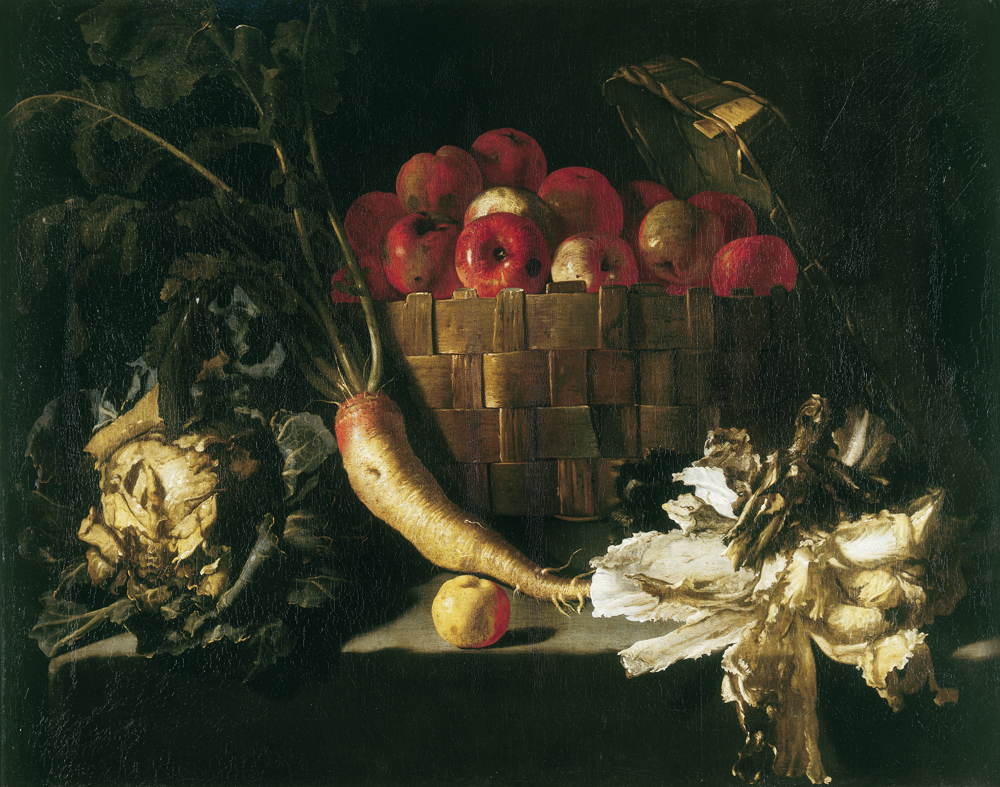
Nature morte aux pommes
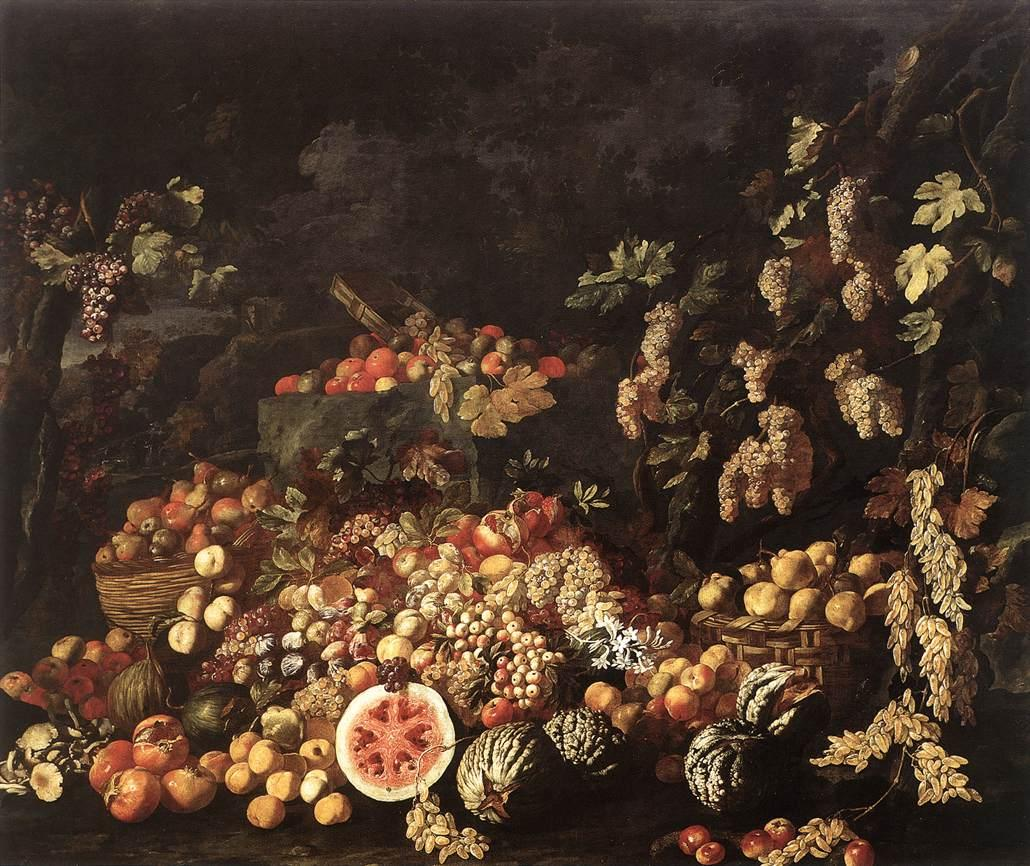
Nature morte avec des fruits
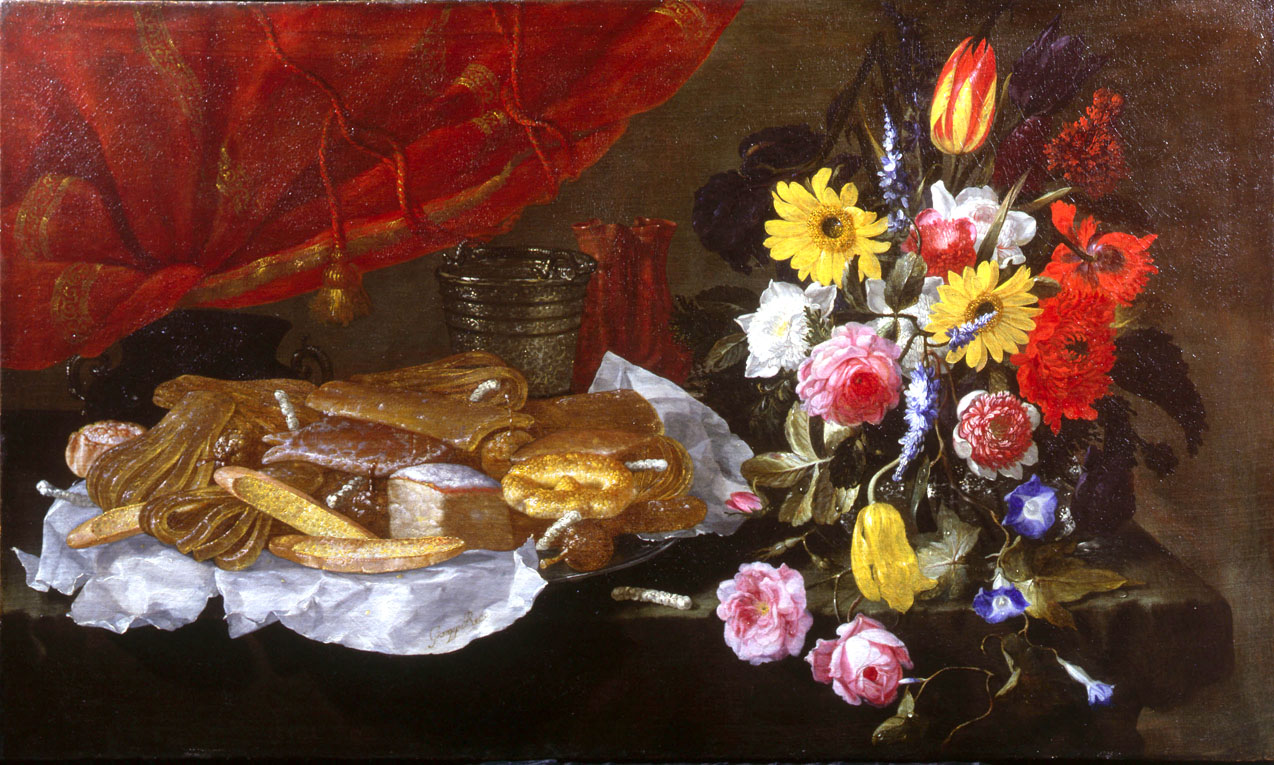
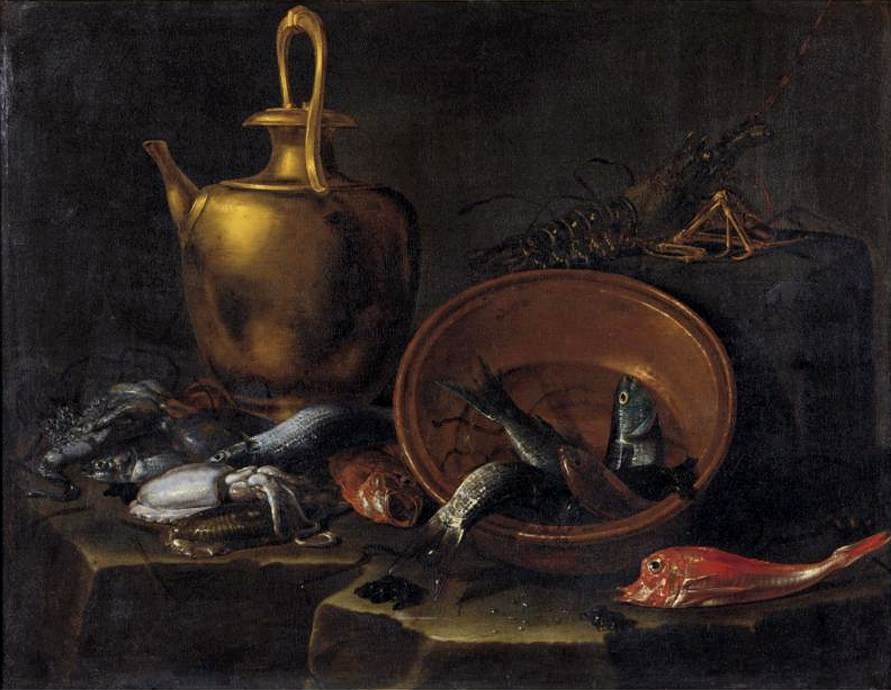
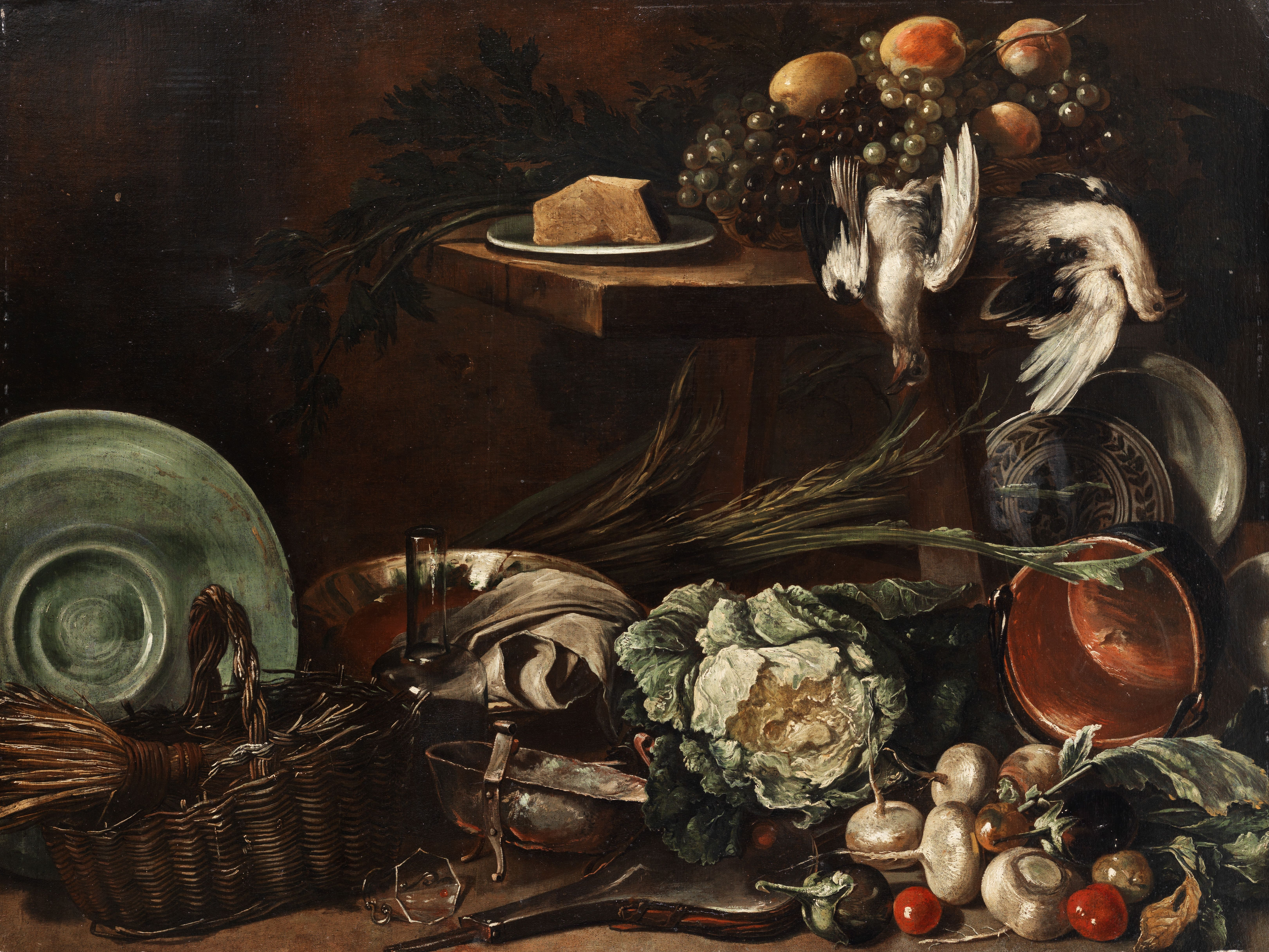
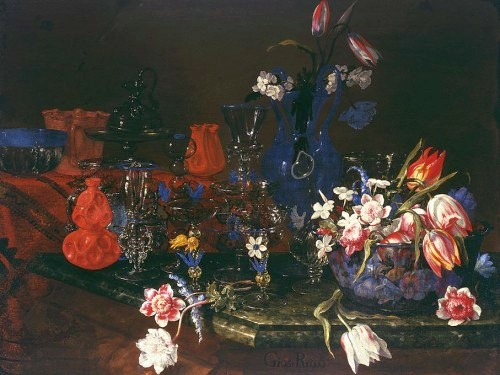
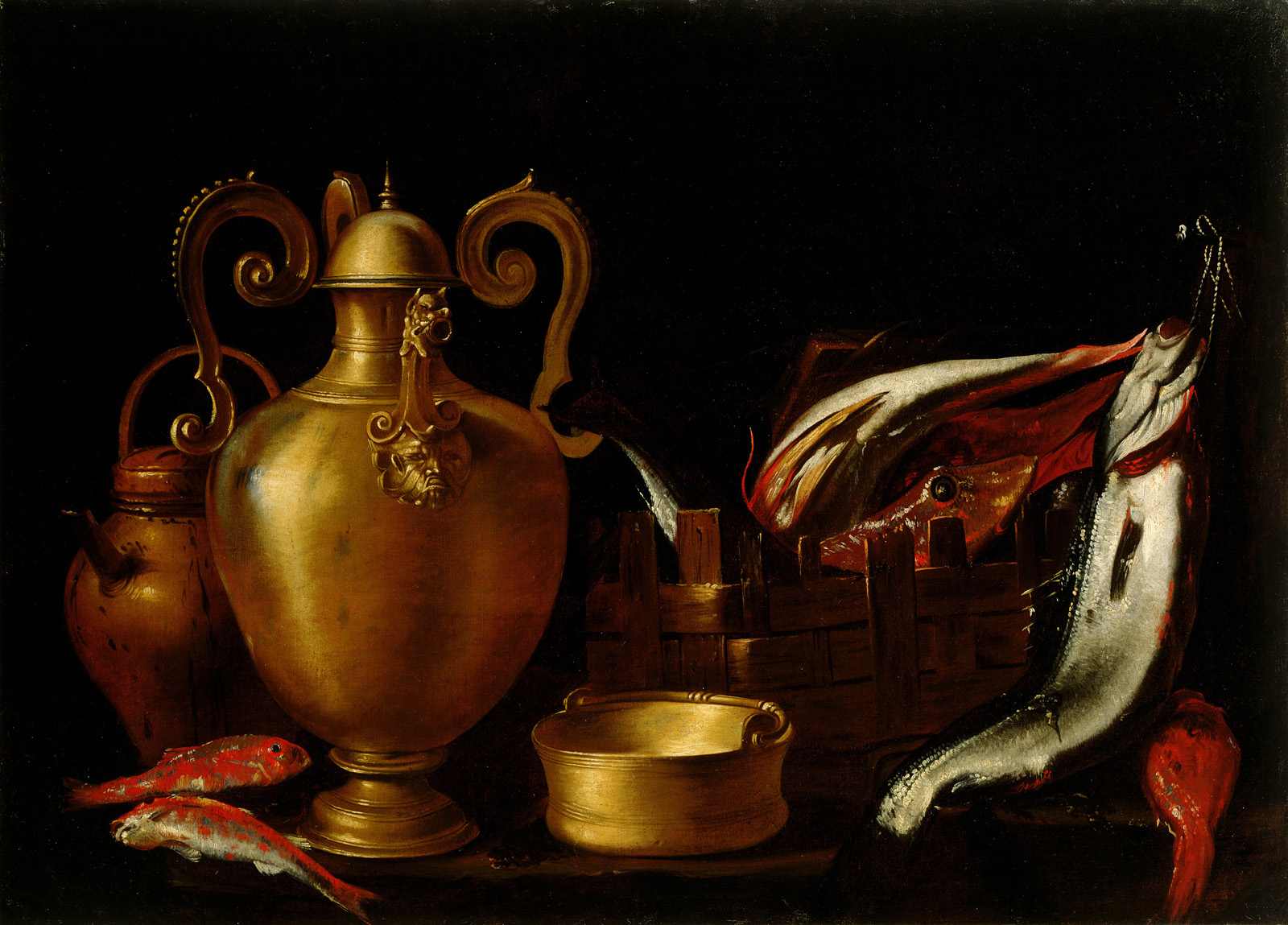
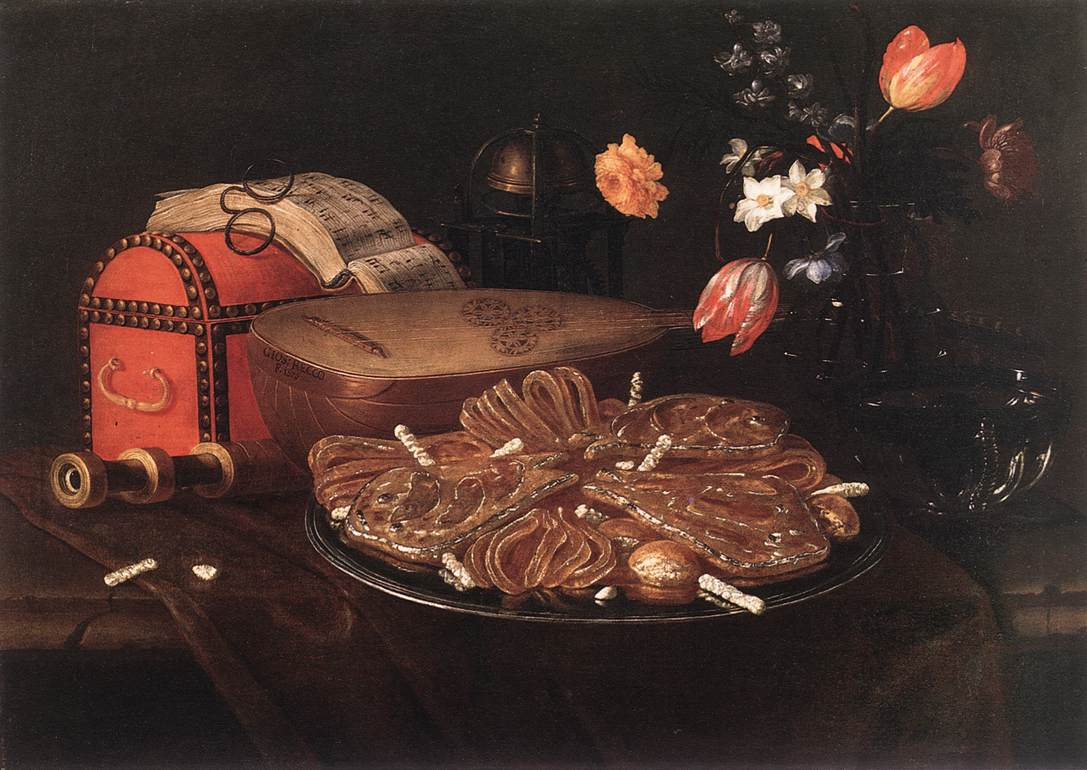